# Записки сумасшедшего (Лу Синь)
«Записки сумасшедшего» (кит. трад. 狂人日記, упр. 狂人日记, пиньинь Kuángrén rìjì, палл. Куан жэнь жи цзи) — рассказ, написанный Лу Синем и опубликованный в 1918 году. Это был первый рассказ, написанный во время Республики на байхуа. Стоит заметить, что вступление к самому дневнику с записями написано Лу Синем на вэньяне. Это было сделано для того, чтобы чётко отделить «сумасшедшего», который для изъяснения пользуется байхуа, от автора. Произведение стало культовым для зародившегося в то время «Движения за новую культуру», и вошло в сборник рассказов Лу Синя. Также книга вошла в список 100 лучших книг Всемирной библиотеки. Этот рассказ можно назвать одним из первых произведений китайского модернизма.
Дневниковый формат произведения был вдохновлён рассказом Николая Гоголя «Записки сумасшедшего» — так же, как и идея сделать главным героем сумасшедшего, который видит реальность более ясно, чем остальные окружающие. «Сумасшедший» в произведении Лу Синя видит проявления «каннибализма» как в своей семье, так и в деревне вокруг него, а затем обнаруживает призывы к каннибализму в конфуцианской классике. Критики оценили рассказ как атаку на традиционную китайскую культуру и призыв к формированию новой культуры и новых идеалов.

## Сюжет
История представляет собой дневниковые записи (на байхуа) сумасшедшего, который, согласно предисловию, написанному на классическом китайском, страдал от паранойи, но теперь излечился и получил работу в другом городе. После тщательного изучения конфуцианской классики, автор дневника, предполагаемый «сумасшедший», начинает видеть слова «Ешьте людей!» (кит. 吃 人, пиньинь chī rén) между строк текста. Потом ему начинает казаться, что все люди вокруг него, включая его собственную семью — людоеды. Автор дневника говорит о том, что традиция есть «дурных людей» существовала и раньше, однако он никогда не упоминает, что именно сделали эти люди.
Также в рассказе описан эпизод, в котором автор записей спрашивает у одного из жителей деревни, правда ли, что они едят людей. На что житель деревни отвечает ему, что подобная практика существует уже давным-давно, а следовательно, не стоит её критиковать или задавать какие-то вопросы на эту тему, и всячески уходит от дальнейшего обсуждения вопроса. Прочитав данный отрывок, можно понять, что автор использует «каннибализм» как метафору для изображения конфуцианской традиции и иерархии, сложившейся в традиционном китайском обществе, которую автор критикует через яркие и порой пугающие образы в рассказе.